# Кібівотт Канді
Кібівотт Канді (англ. Kibiwott Kandie; нар. 20 червня 1996) — кенійський легкоатлет, який спеціалізується в бігу на довгі дистанції.

## Спортивні досягнення
Срібний призер чемпіонату світу з напівмарафону в особистому заліку та чемпіон світу з напівмарафону в командному заліку.
Бронзовий призер Ігор Співдружності у бігу на 10000 метрів (2022).
Ексрекордсмен світу в напівмарафоні (57.32).